# Liste des cathédrales du Rio Grande do Sul
Cet article recense les cathédrales du Rio Grande do Sul au Brésil.

## Généralités
Du point de vue de l'Église catholique, l'État de Rio Grande do Sul est administré par quatre archidiocèses et quatorze diocèses. Au total, l'État compte dix-huit cathédrales catholiques, ainsi qu'une cathédrale anglicane.

## Liste

### Église catholique
| Édifice                          | Ville                | Juridiction               | Notes             | Coordonnées                        | Illus. |
| -------------------------------- | -------------------- | ------------------------- | ----------------- | ---------------------------------- | ------ |
| Saint-Sébastien (id)             | Bagé                 | Bagé (pt)                 |                   | 31° 20′ 12″ sud, 54° 06′ 15″ ouest |        |
| Notre-Dame-de-la-Conception (pt) | Cachoeira do Sul     | Cachoeira do Sul (pt)     |                   | 30° 02′ 55″ sud, 52° 53′ 25″ ouest |        |
| Sainte-Thérèse (pt)              | Caxias do Sul        | Caxias do Sul (pt)        |                   | 29° 10′ 09″ sud, 51° 10′ 46″ ouest |        |
| Saint-Esprit (id)                | Cruz Alta            | Cruz Alta (pt)            |                   | 28° 38′ 21″ sud, 53° 36′ 25″ ouest |        |
| Saint-Joseph (id)                | Erechim              | Erexim (pt)               |                   | 27° 38′ 04″ sud, 52° 16′ 28″ ouest |        |
| Saint-Antoine (id)               | Frederico Westphalen | Frederico Westphalen (pt) |                   | 27° 21′ 25″ sud, 53° 23′ 50″ ouest |        |
| Saint-Jean-Baptiste (id)         | Montenegro           | Montenegro (pt)           |                   | 29° 41′ 21″ sud, 51° 27′ 40″ ouest |        |
| Saint-Louis-de-Gonzague (pt)     | Novo Hamburgo        | Novo Hamburgo (pt)        | Basilique mineure | 29° 41′ 04″ sud, 51° 07′ 57″ ouest |        |
| Notre-Dame-de-la-Conception (id) | Osório               | Osório (pt)               |                   | 29° 53′ 17″ sud, 50° 16′ 11″ ouest |        |
| Notre-Dame-d'Aparecida (pt)      | Passo Fundo          | Passo Fundo               |                   | 28° 15′ 47″ sud, 52° 24′ 27″ ouest |        |
| Saint-François-de-Paule (pt)     | Pelotas              | Pelotas                   |                   | 31° 45′ 50″ sud, 52° 20′ 18″ ouest |        |
| Mère-de-Dieu (pt)                | Porto Alegre         | Porto Alegre              |                   | 30° 02′ 01″ sud, 51° 13′ 48″ ouest |        |
| Saint-Pierre (pt)                | Rio Grande           | Rio Grande (pt)           |                   | 32° 01′ 53″ sud, 52° 05′ 51″ ouest |        |
| Saint-Jean-Baptiste              | Santa Cruz do Sul    | Santa Cruz do Sul (pt)    |                   | 29° 43′ 10″ sud, 52° 25′ 37″ ouest |        |
| Notre-Dame-de-la-Conception (pt) | Santa Maria          | Santa Maria               |                   | 29° 41′ 06″ sud, 53° 48′ 29″ ouest |        |
| Saint-Ange-Gardien (pt)          | Santo Ângelo         | Santo Ângelo (pt)         |                   | 28° 18′ 18″ sud, 54° 15′ 42″ ouest |        |
| Sainte-Anne (pt)                 | Uruguaiana           | Uruguaiana (pt)           |                   | 29° 45′ 27″ sud, 57° 05′ 14″ ouest |        |
| Notre-Dame-d'Oliveira (id)       | Vacaria              | Vacaria (pt)              |                   | 28° 30′ 07″ sud, 50° 56′ 14″ ouest |        |

### Église anglicane
| Édifice             | Ville        | Juridiction                      | Notes                                     | Coordonnées                        | Illus. |
| ------------------- | ------------ | -------------------------------- | ----------------------------------------- | ---------------------------------- | ------ |
| Sainte-Trinité (pt) | Porto Alegre | Diocèse anglican méridional (pt) | Église épiscopalienne anglicane du Brésil | 30° 01′ 51″ sud, 51° 13′ 58″ ouest |        |